# Я хочу вас видеть
«Я хочу вас видеть» («Ich will euch sehen») — фильм 1978 года производства ГДР-СССР режиссёра Яноша Вейчи.

## Сюжет
Фильм-биография. Фриц Шменкель, он же «Иван Иванович» — ефрейтор 186-й пехотной дивизии вермахта на Восточном фронте, в ноябре 1941 года под Смоленском перешёл на сторону СССР, воевал в партизанском отряде «Смерть фашизму», в 1943 году награждён орденом Красного Знамени. Казнён немцами в Минске в 1944 году, Герой Советского Союза, посмертно.
Зима 1941 года. Немецкий солдат Фриц, разочаровавшись в войне, в лесах Смоленщины вступает в советский партизанский отряд. Поначалу партизаны ему не доверяют и относятся к нему скептически, но его участие в опасных разведывательных операциях меняет отношение к нему кардинально — партизаны называют его «Ваня», он выполняет важное задание и награждается орденом. В 1944 году Фриц-Ваня попадает в руки к окупантов, его приговаривают к расстрелу и казнят.

## В ролях
- Вальтер Плате[нем.] — Фриц Шменкель
- Евгений Жариков — Мирон
- Леон Немчик — командир
- Григоре Григориу — комиссар Ардатов
- Иван Гаврилюк — Коноплёв
- Светлана Суховей — Шура
- Валерия Заклунная — Елизавета
- Нина Маслова — Надя
- Дитер Манн — офицер СД
- Гойко Митич — Муратов
- Фёдор Одиноков — Карцев
- Зураб Капианидзе — Гурам
- Юрген Фрорип — Густав
- Клаус-Петер Тиле — врач
- Пётр Вельяминов — полковник Григорий
- Валентина Ананьина — Лушка
- Людмила Гладунко — Айра
- Леонид Кмит — Степан
- Иосиф Матусевич — Андрей
- Николай Дупак — Козловский
- Владимир Антонов — Илюша
- Здислав Стомма — старик в деревне
- Харий Швейц — Бойко
- Ион Аракелу — Смирнов
- Моника Альвасяк — Ксения, девочка
- Герд Блаушек — унтер-офицер Пульман
- Ральф Боттнер — палач
- Пётр Юрченков — священник

Текст за кадром читает Джерри Вольф

## Съёмки
Съёмки велись в белорусской деревне Яршевичи, для съёмок дома специально перекрывали соломой, жители деревни приняли участие в съёмках массовых сцен и в эпизодичных ролях, так ветеран войны Михаил Мацкевич сопровождал партизанский обоз, а учитель немецкого языка сельской школы Франц Францевич Седой исполнял роль немецкого полковника.